# Plaza de la Constitución (Varsovia)
La plaza de la Constitución (en polaco, Plac Konstytucji) es una plaza pública en el distrito de Śródmieście en la ciudad de Varsovia, Polonia.
El nombre de la plaza proviene la constitución estalinista de Polonia adoptada en julio de 1952 durante la época comunista en Polonia. Los arquitectos que diseñaron la plaza la conceptualizaron como la última parada para los desfiles del Día Internacional de los Trabajadores.

## Historia

### Construcción
La plaza fue construida en los años inmediatos después de la Segunda Guerra Mundial. La plaza se construyó en Ulica Marszałkowska (en español, calle Mariscal) como un elemento principal del proyecto urbano de estilo realista socialista diseñado por los arquitectos Jankowski, Knothe, Sigalin y Stępińesquí. Junto con el palacio de la Cultura y la Ciencia, fue la mayor inversión en arquitectura realista socialista en Varsovia durante los años 1949 a 1956.

### Rebautismo
En 1999 un grupo bajo el cargo del viceministro de Asuntos Exteriores polaco, Radosław Sikorski, lanzó una campaña para rebautizar la plaza en nombre del presidente estadounidense Ronald Reagan. La campaña sin embargo no fue exitosa y permanece actualmente como una de las últimas plazas en la capital vinculadas al período comunista.
Posteriormente, las autoridades de Varsovia instalaron una placa en la plaza explicando que el nombre de la plaza conmemora las muchas constituciones que ha tenido Polonia a lo largo de su historia.

## Galería

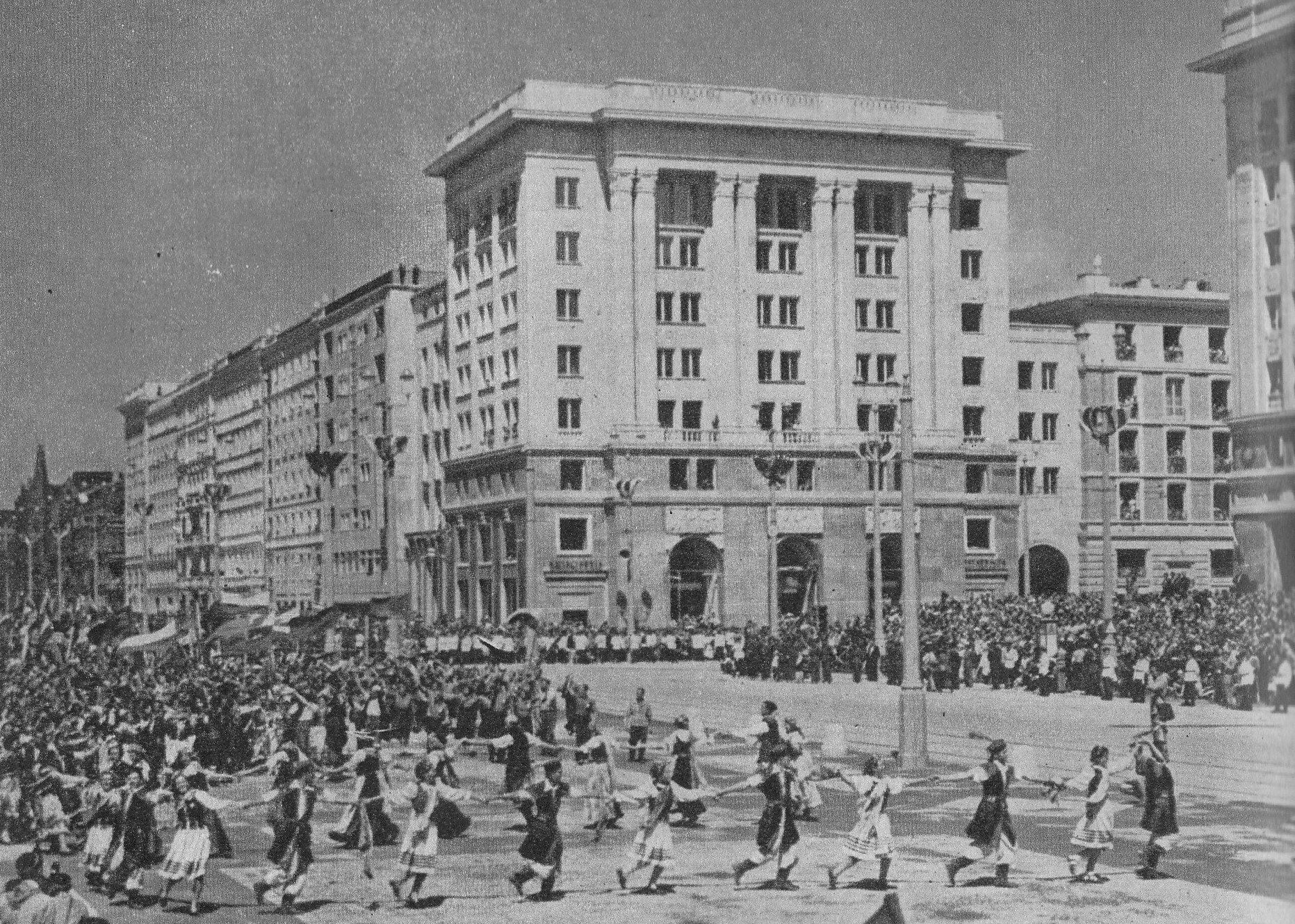
Vista de la plaza durante una ceremonia el 22 de julio de 1952.
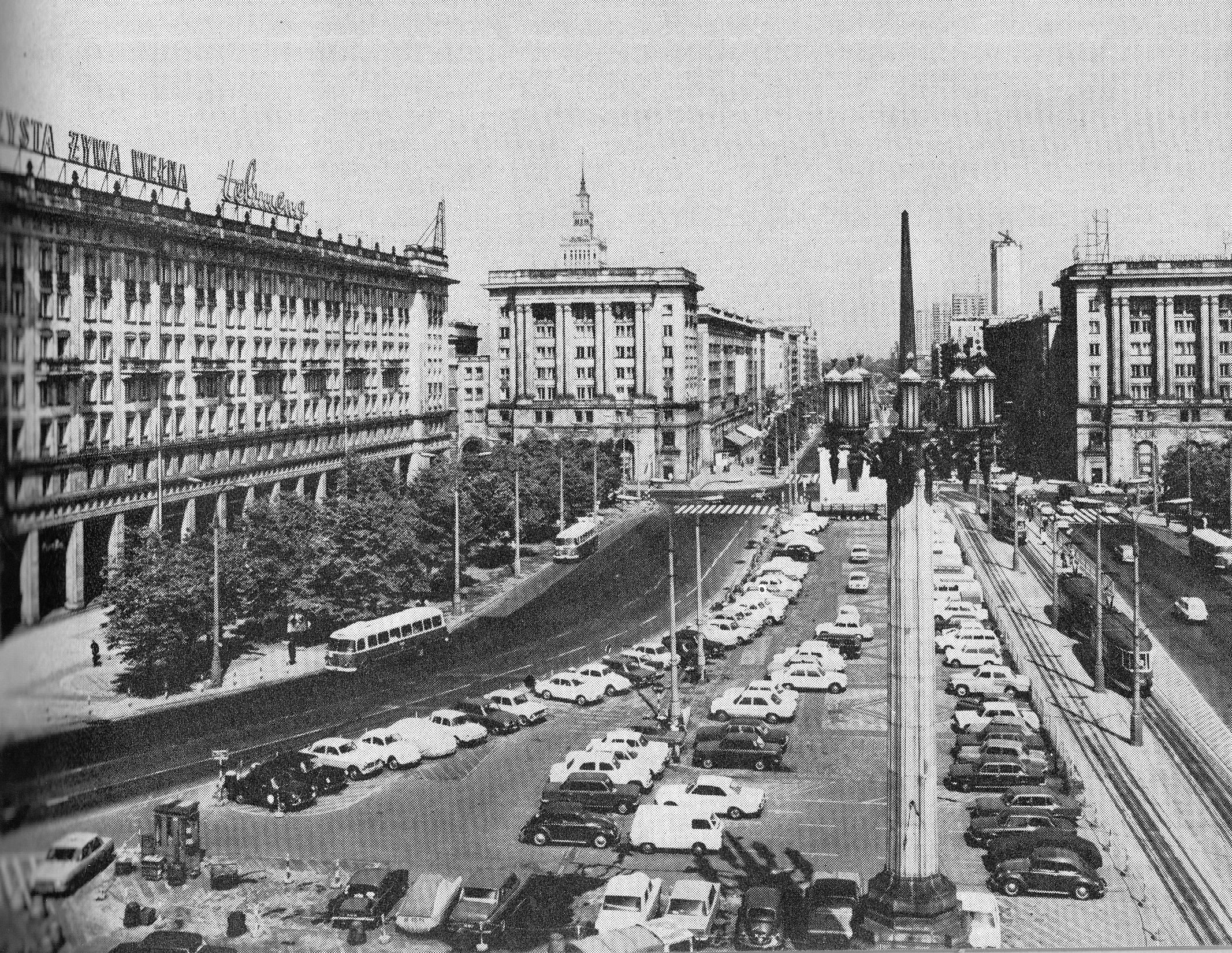
Vista de la plaza en 1975.
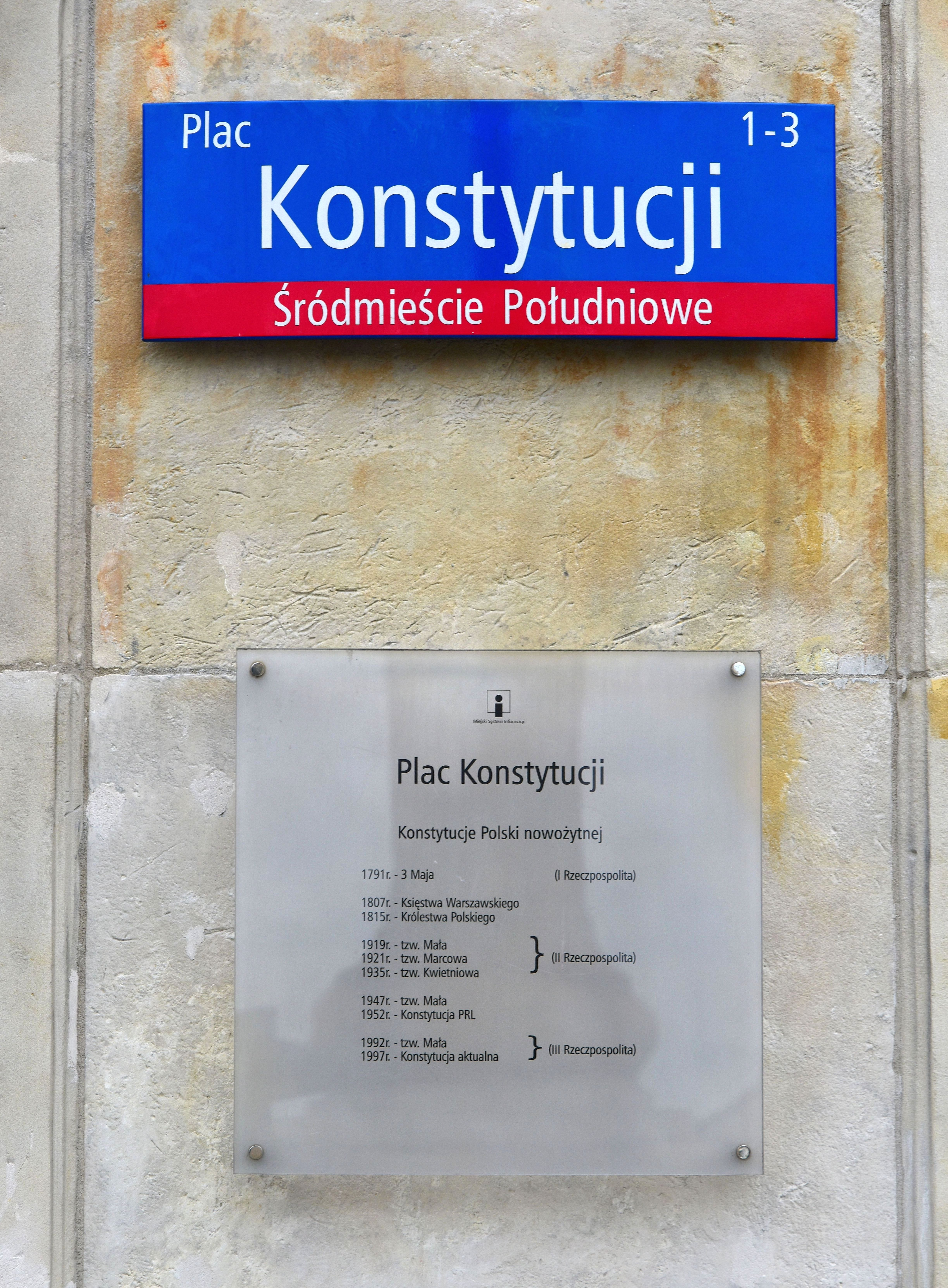
Placa de la plaza.